# 피해자학
피해자학(Victimology) 또는 범죄피해자학은 피해자에 대한 심리적 영향, 피해자와 가해자 사이의 관계, 피해자와 형사사법제도(즉, 경찰과 법원, 교정관) 사이의 상호작용, 피해자와 다른 사람들, 미디어, 기업, 사회 운동과 같은 사회 집단 및 기관 사이의 관계 등을 포함한 피해에 대한 연구이다.

## 범죄 피해자
범죄학과 형법에서 범죄의 피해자는 사회 전체가 아닌 가해자에 의해 개인적으로나 직접적으로 피해를 입은 식별 가능한 사람이다. 그러나 사무직 범죄 피해자의 경우처럼 항상 그런 것은 아니며, 이들의 신원이 명확하지 않거나 특정 개인을 대상으로 한 범죄와 직접적으로 연관되어 있을 수 있다. 사무직 범죄의 피해자는 개념의 사회적 구성 때문에 피해자로서의 지위가 종종 거부된다(Croall, 2001). 이 개념은 여성 연구에서도 여전히 논란의 여지가 있는 주제로 남아 있다.
미국 대법원은 페인 대 테네시(Payne v. Tennessee 501 U.S. 808, 1991) 사건에서 형사 재판의 선고 단계에서 범죄 피해자가 피해자 영향 진술을 할 수 있는 권리를 처음으로 인정했다.
일반적으로 피해자 영향 진술서 다음에 오는 피해자 영향 패널은 범죄 피해자(또는 사망한 범죄 피해자의 친척 및 친구)가 유죄 판결 후 피고인과 만나 어떻게 범죄에 대해 설명하는지 지역사회 기반 또는 회복적 정의의 한 형태이다. 범죄 행위는 재활이나 억제를 위해 그들에게 영향을 미쳤다.

## 같이 보기
- 집단 따돌림
- 아동 학대
- 대처 (행동)
- 비인간화
- 증오언설
- 주요 우울 장애
- 신체적 학대
- 심리적 학대
- 심리 투영
- 성적 학대
- 수치심
- 사회적 배제
- 스톡홀름 증후군
- 피해자 비난
- 피해의식